# Massacre de Surdulica

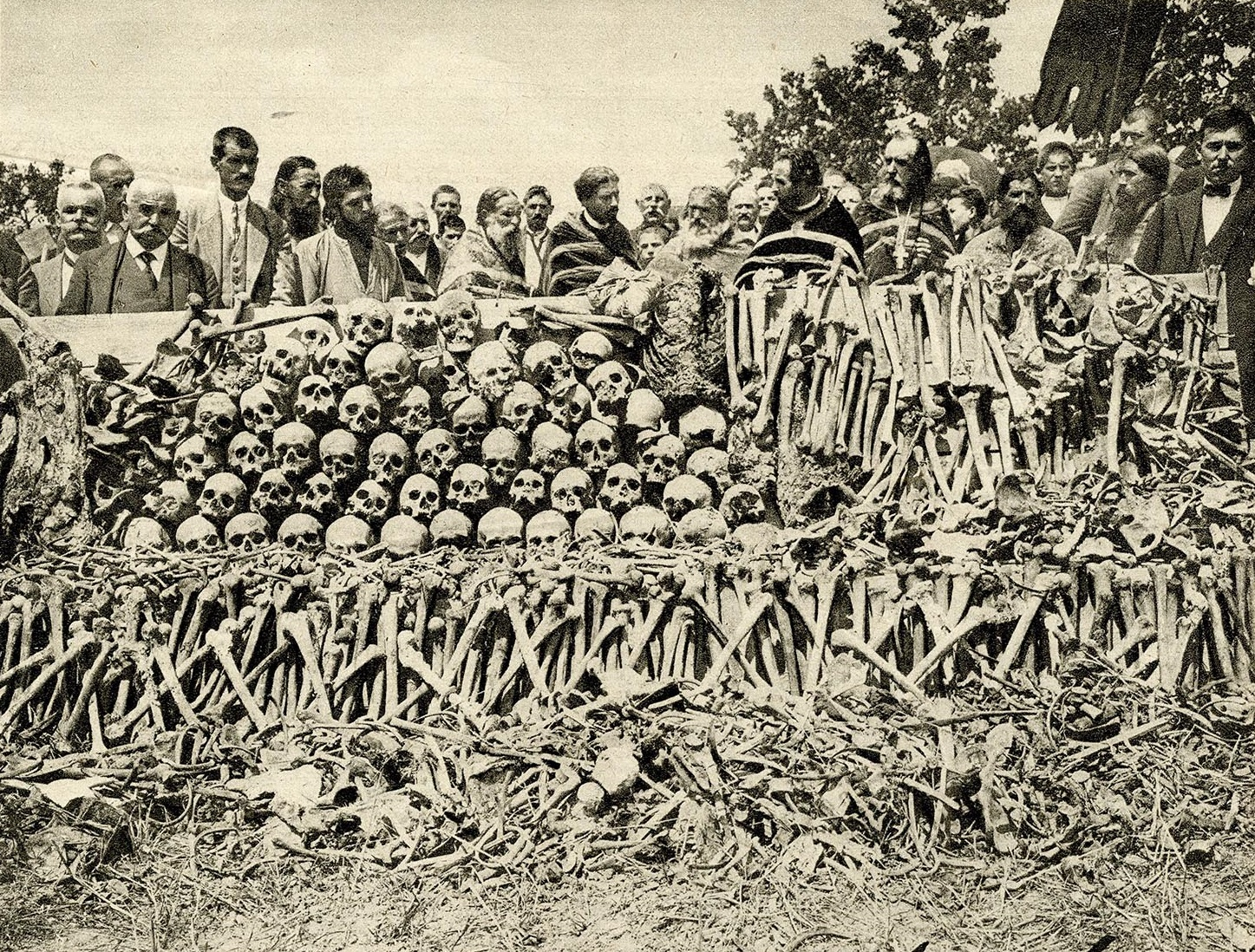
Restes exhumés de victimes du massacre de Surdulica.

Le massacre de Surdulica est l'assassinat en masse de Serbes par les autorités bulgares près de la ville de Surdulica en 1916 et au début de l'année 1917, pendant la Première Guerre mondiale.
Les membres de l'intelligentsia serbe dans la région, pour la plupart des fonctionnaires, des enseignants, des prêtres et d'anciens soldats, sont arrêtés par les forces bulgares. Ils sont exécutés sommairement dans les forêts entourant la ville.
Le nombre de victimes est estimé entre 2 000  et   3 000.